# 古代 (上加龙省)
古代（法語：Goudex）是法国上加龙省的一个市镇，属于圣戈当区（Saint-Gaudens）多东地区利斯尔县（L' Isle-en-Dodon）。该市镇总面积2.61平方公里，2009年时的人口为41人。

## 人口
古代人口变化图示